# طواف كاليفورنيا 2011
طواف كاليفورنيا 2011 هو سباق دراجات هوائية أقيم بتاريخ 2011، تكون السباق من 7 مراحل وامتدّ لمسافة 945 كم بسرعة 39.743 كم/س، استغرق السباق 23 ساعة 46 دقيقة 41 ثانية. فاز به الأمريكي كريس هورنر وحلّ ثانيا ليفي ليفيمير.

## الترتيب
| م                     | الدرّاج       | البلد            | الزمن                     |
| --------------------- | ------------ | ---------------- | ------------------------- |
| الفائز بالترتيب العام | كريس هورنر   | الولايات المتحدة | 23 ساعة 46 دقيقة 41 ثانية |
| الثاني                | ليفي ليفيمير | الولايات المتحدة |                           |